# Argia modesta
Argia modesta är en trollsländeart som beskrevs av Selys 1865. Argia modesta ingår i släktet Argia och familjen dammflicksländor. Inga underarter finns listade i Catalogue of Life.